# Neuviller-lès-Badonviller
Pour les articles homonymes, voir Neuviller.
Neuviller-lès-Badonviller est une commune française située dans le département de Meurthe-et-Moselle en région Grand Est. Elle fait partie de la communauté de communes du Badonvillois.

## Géographie
|             | Montreux                  |          |

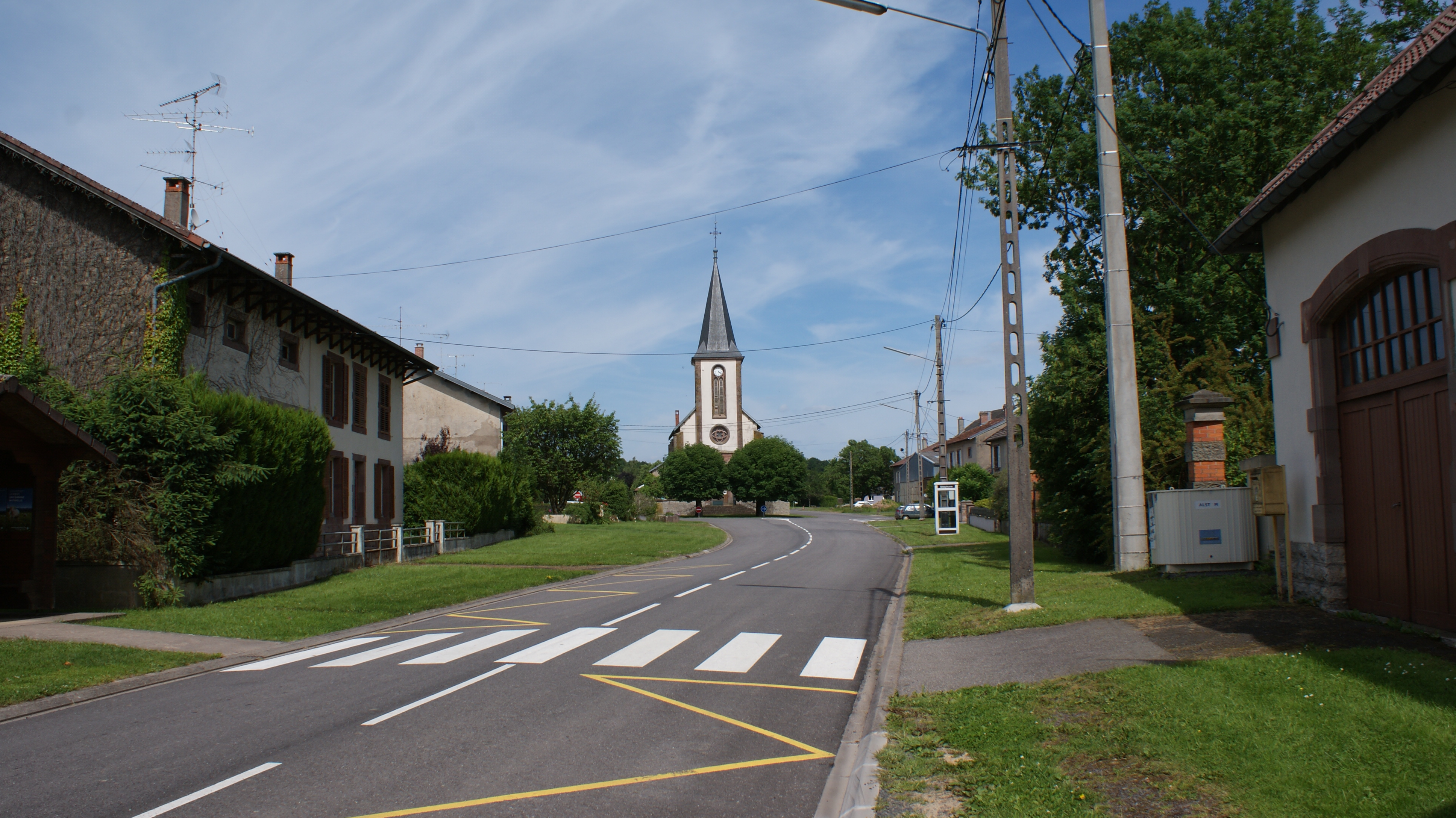
Centre du village.

| Ancerviller | Neuviller-lès-Badonviller | Bréménil |
|             | Badonviller               |          |

### Hydrographie
La commune est dans le bassin versant du Rhin au sein du bassin Rhin-Meuse. Elle est drainée par le ruisseau la Breme,.

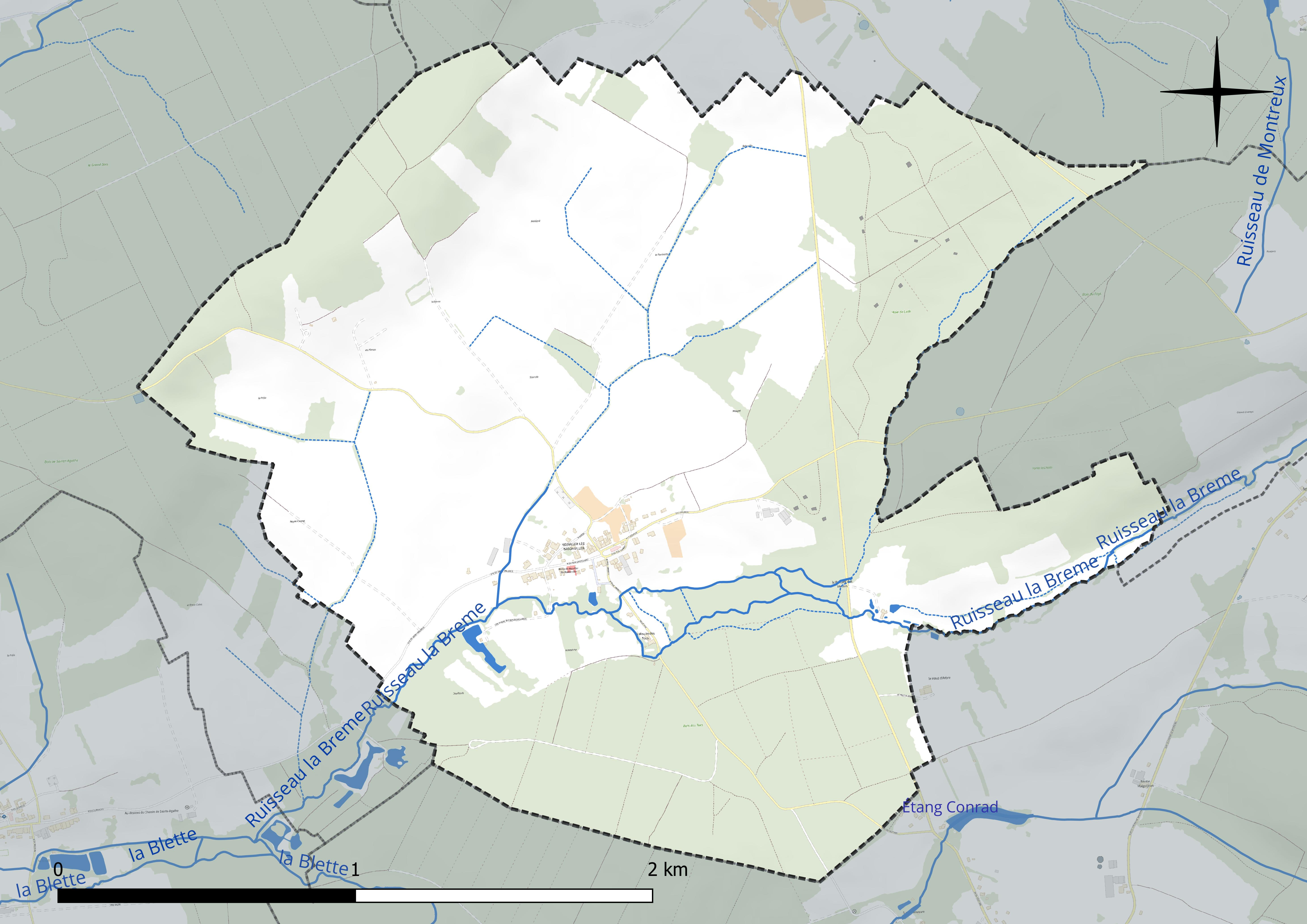
Réseau hydrographique de Neuviller-lès-Badonviller.

### Climat
Pour des articles plus généraux, voir Climat du Grand Est et Climat de Meurthe-et-Moselle.
En 2010, le climat de la commune est de type climat des marges montargnardes, selon une étude du Centre national de la recherche scientifique s'appuyant sur une série de données couvrant la période 1971-2000. En 2020, Météo-France publie une typologie des climats de la France métropolitaine dans laquelle la commune est exposée à un climat semi-continental et est dans la région climatique  Vosges, caractérisée par une pluviométrie très élevée (1 500 à 2 000 mm/an) en toutes saisons et un hiver rude (moins de 1 °C). 
Pour la période 1971-2000, la température annuelle moyenne est de 9,4 °C, avec une amplitude thermique annuelle de 16,9 °C. Le cumul annuel moyen de précipitations est de 915 mm, avec 12,9 jours de précipitations en janvier et 9,8 jours en juillet. Pour la période 1991-2020, la température moyenne annuelle observée sur la station météorologique de Météo-France la plus proche, « Badonviller », sur la commune de Badonviller à 2 km à vol d'oiseau, est de 10,2 °C et le cumul annuel moyen de précipitations est de 1 066,3 mm. 
La température maximale relevée sur cette station est de 39,1 °C, atteinte le 4 août 2022 ; la température minimale est de −22 °C, atteinte le 14 janvier 1960,,. 
Les paramètres climatiques de la commune ont été estimés pour le milieu du siècle (2041-2070) selon différents scénarios d'émission de gaz à effet de serre à partir des nouvelles projections climatiques de référence DRIAS-2020. Ils sont consultables sur un site dédié publié par Météo-France en novembre 2022.

## Urbanisme

### Typologie
Au 1er janvier 2024, Neuviller-lès-Badonviller est catégorisée commune rurale à habitat dispersé, selon la nouvelle grille communale de densité à sept niveaux définie par l'Insee en 2022.
Elle est située hors unité urbaine et hors attraction des villes,.

### Occupation des sols
L'occupation des sols de la commune, telle qu'elle ressort de la base de données européenne d’occupation biophysique des sols Corine Land Cover (CLC), est marquée par l'importance des territoires agricoles (55,4 % en 2018), en augmentation par rapport à 1990 (53,5 %). La répartition détaillée en 2018 est la suivante : forêts (39 %), terres arables (32,2 %), prairies (19,7 %), milieux à végétation arbustive et/ou herbacée (5,6 %), zones agricoles hétérogènes (3,4 %). L'évolution de l’occupation des sols de la commune et de ses infrastructures peut être observée sur les différentes représentations cartographiques du territoire : la carte de Cassini (XVIIIe siècle), la carte d'état-major (1820-1866) et les cartes ou photos aériennes de l'IGN pour la période actuelle (1950 à aujourd'hui).

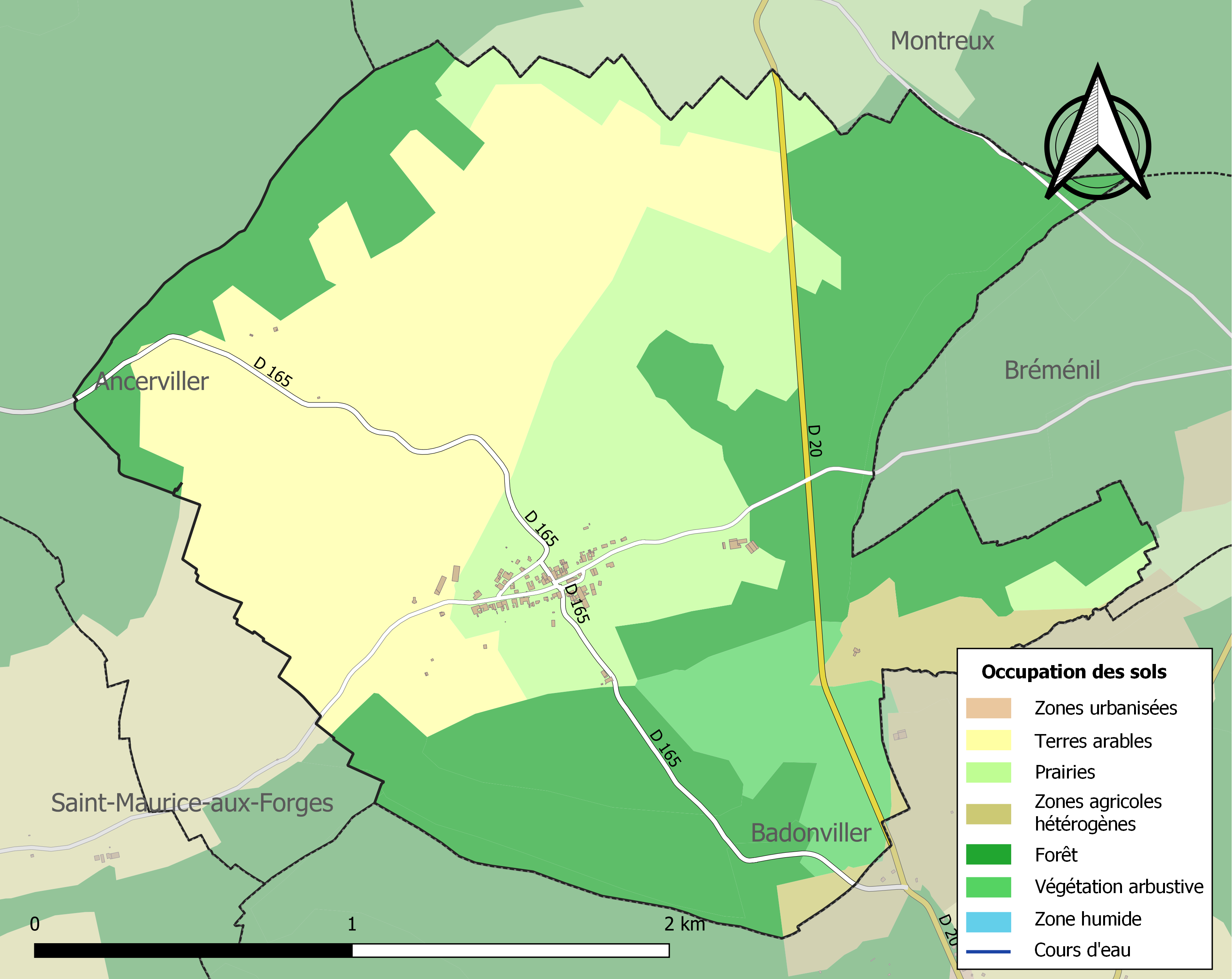
Carte des infrastructures et de l'occupation des sols de la commune en 2018 (CLC).

## Toponymie
Le nom de la localité est attesté sous les formes Nuefveilleir (1329) ; Novumvillare (1402) ; Neufviller (1590) ; Neuviller-ban-le-Moine (1779).

Du bas latin novum et villare « nouveau domaine ».
La préposition « lès » permet de signifier la proximité d'un lieu géographique par rapport à un autre lieu. En règle générale, il s'agit d'une localité qui tient à se situer par rapport à une ville voisine plus grande. La commune française de Neuviller indique qu'elle se situe près de Badonviller.

## Histoire
Gravement endommagée au cours de la guerre 1914-1918.

## Politique et administration

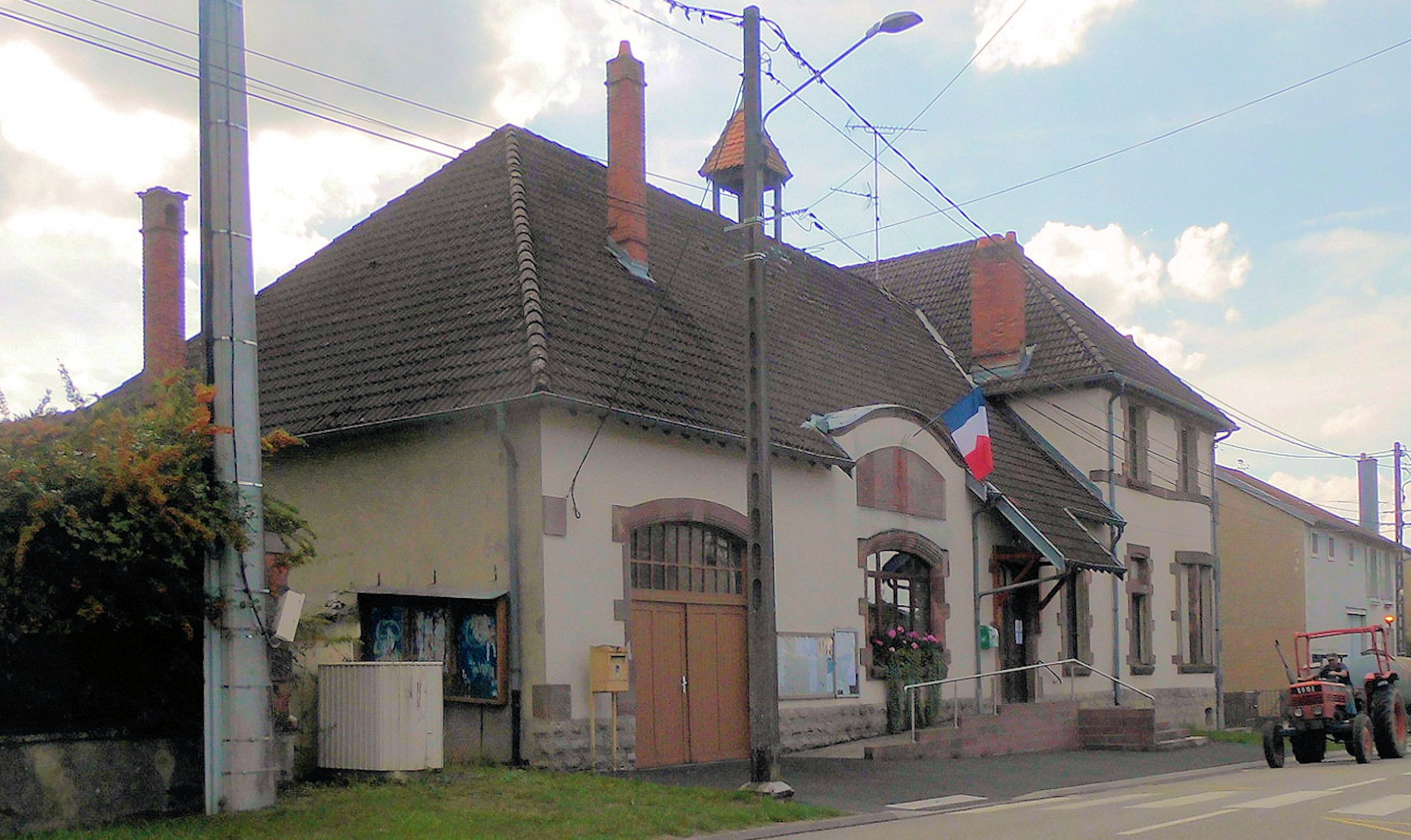
La mairie.

| Période                                  | Période                   | Identité                                     | Étiquette | Qualité |
| ---------------------------------------- | ------------------------- | -------------------------------------------- | --------- | ------- |
| Les données manquantes sont à compléter. |                           |                                              |           |         |
| mars 2001                                | mars 2008                 | Bernard Louis                                |           |         |
| mars 2008                                | 2014                      | André Thomas                                 |           |         |
| mars 2014                                | En cours (au 25 mai 2020) | Michel Simon, Réélu pour le mandat 2020-2026 |           | Artisan |

## Population et société

### Démographie
L'évolution du nombre d'habitants est connue à travers les recensements de la population effectués dans la commune depuis 1793. Pour les communes de moins de 10 000 habitants, une enquête de recensement portant sur toute la population est réalisée tous les cinq ans, les populations de référence des années intermédiaires étant quant à elles estimées par interpolation ou extrapolation. Pour la commune, le premier recensement exhaustif entrant dans le cadre du nouveau dispositif a été réalisé en 2007.

En 2022, la commune comptait 92 habitants, en stagnation par rapport à 2016 (Meurthe-et-Moselle : −0,13 %, France hors Mayotte : +2,11 %).
| 1793 | 1800 | 1806 | 1821 | 1831 | 1836 | 1841 | 1846 | 1851 |
| ---- | ---- | ---- | ---- | ---- | ---- | ---- | ---- | ---- |
| 294  | 325  | 346  | 329  | 334  | 364  | 373  | 332  | 306  |

| 1856 | 1861 | 1872 | 1876 | 1881 | 1886 | 1891 | 1896 | 1901 |
| ---- | ---- | ---- | ---- | ---- | ---- | ---- | ---- | ---- |
| 276  | 285  | 282  | 266  | 256  | 240  | 225  | 211  | 211  |

| 1906 | 1911 | 1921 | 1926 | 1931 | 1936 | 1946 | 1954 | 1962 |
| ---- | ---- | ---- | ---- | ---- | ---- | ---- | ---- | ---- |
| 212  | 202  | 141  | 141  | 161  | 142  | 146  | 124  | 107  |

| 1968 | 1975 | 1982 | 1990 | 1999 | 2006 | 2007 | 2012 | 2017 |
| ---- | ---- | ---- | ---- | ---- | ---- | ---- | ---- | ---- |
| 113  | 117  | 96   | 80   | 80   | 89   | 90   | 90   | 94   |

| 2022 | - | - | - | - | - | - | - | - |
| ---- | - | - | - | - | - | - | - | - |
| 92   | - | - | - | - | - | - | - | - |

## Culture locale et patrimoine

### Lieux et monuments

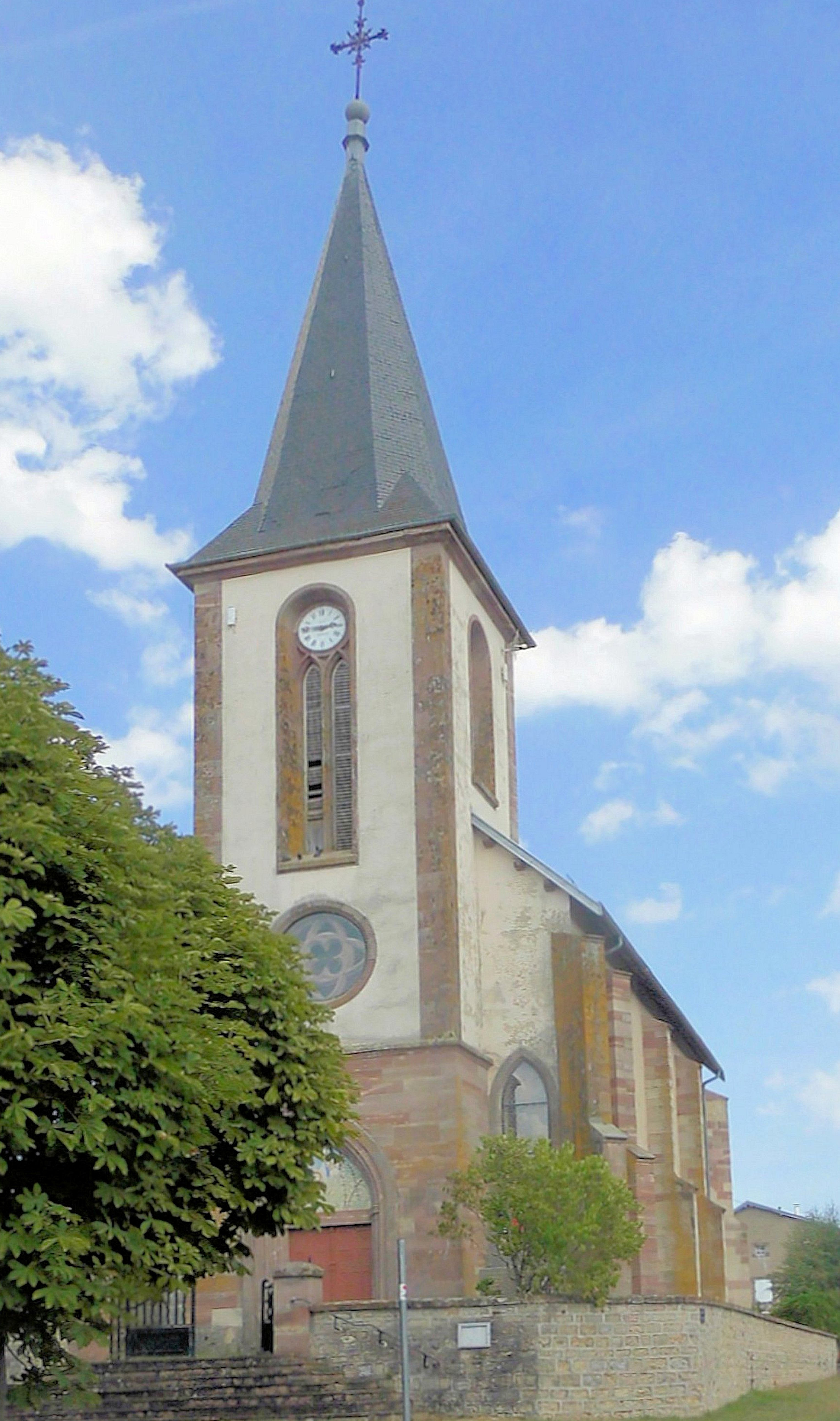
L'église de l'Invention-de-la-Croix et Saint-Laurent.

- L'église de l'Immaculée-Conception-et-Saint-Laurent a été reconstruite totalement plusieurs fois :

1. en 1853, sur les plans de Pellissier, architecte à Strasbourg. L'ancien édifice menaçait ruines. Cette reconstruction n'était pas pleinement satisfaisante, et dès la fin des années 1860, il fallut reprendre toute la nef et ses voûtes.
2. en 1923-1924[23], sur les plans d'Henri Deville, architecte à Nancy ; l'édifice de 1853 ayant été totalement détruit lors de la Première Guerre mondiale. Pour l'ameublement intérieur, Deville fit appel à un artiste avec lequel il travaillait régulièrement : Jules Cayette[24]. Avec ses ateliers, ce dernier réalisa la totalité du mobilier, à savoir : le maître-autel et les autels latéraux, la grille de communion, les bancs, la chaire à précher, le confessionnal, les stalles du chœur et très certainement les bénitiers de l'entrée (en collaboration avec Daum). L'église a été de nouveau endommagée lors de la Seconde Guerre mondiale, notamment le clocher.

- Le monument aux morts avait été réalisé en 1924 par les marbreries Gourdon de Paris. Il représentait une pleureuse. Endommagé à la Seconde Guerre mondiale, il a été partiellement refait (partie haute)[25].

### Héraldique
| Blason de Neuviller-lès-Badonviller | Blason  | De gueules semé de croix recroisetées au pied fiché d'or à deux saumons adossés du même, à la terrasse de sinople soutenant un village d'argent.                                                            |
| Blason de Neuviller-lès-Badonviller | Détails | Ce sont des armes parlantes: une nouvelle ville - Neuviller - devant les armes de Badonviller: Neuviller faisait partie de la prévôté et du comté de Salm. Le statut officiel du blason reste à déterminer. |

La commune a reçu la Croix de guerre 1914-1918. Il est d'usage de la faire figurer pendante, sous le blason communal.